# ریج فیلد (واشینگتن)
ریج فیلد (به انگلیسی: Ridgefield) شهری در شهرستان کلارک، ایالت واشنگتن است که در سرشماری سال ۲۰۱۰ میلادی، ۴۷۶۳ نفر جمعیت داشته است. 